# Mimocratotragus superbus
Mimocratotragus superbus là một loài bọ cánh cứng trong họ Cerambycidae.